# Distretto di Kailahun
Kailahun è un distretto della Sierra Leone situato nella Provincia dell'Est.
Il capoluogo del distretto è la città di Kailahun.